# Mitsubishi J2M
Il Mitsubishi J2M Raiden (雷電? lett. "fulmine"), così indicato in base alle convenzioni allora vigenti, al quale venne assegnato dagli Alleati il nome in codice Jack, fu un aereo da caccia monomotore monoplano ad ala bassa sviluppato dall'azienda aeronautica giapponese Mitsubishi Jūkōgyō nei primi anni quaranta.
Venne impiegato principalmente dalla Dai-Nippon Teikoku Kaigun Kōkū Hombu, la componente aerea della Marina imperiale giapponese, durante la seconda guerra mondiale.

## Storia del progetto
Nel settembre 1939 la marina imperiale giapponese emise una specifica, la 14-Shi, per la fornitura di un nuovo velivolo da intercettazione destinato alla difesa aerea del territorio insulare interno, mirato a contrastare la futura minaccia di attacchi di bombardamento da parte di aviazioni militari nemiche. A questo scopo il velivolo doveva presentare particolari prestazioni in velocità massima e di salita e armamento pesante. Le specifiche tecniche prevedevano che fosse basato a terra, in grado di raggiungere una velocità massima di 600 km/h a una quota di 6 000 m, raggiungibile in meno di 5 min 30 s, con un'autonomia a piena potenza nominale di 45 min. In condizioni di sovraccarico la distanza per il decollo non doveva superare i 985 m e la velocità di atterraggio doveva essere non superiore a 130 km/h. L'armamento previsto era il medesimo adottato dall'A6M2 "Zero", due mitragliatrici Type 89 calibro in calibro 7,7 mm Type 89 abbinate a due cannoncini aeronautici Type 99 calibro 20 mm. L'unica corazzatura era rappresentata dalla piastra collocata dietro al sedile del pilota.
Alla richiesta rispose la Mitsubishi con un progetto affidato all'ingegnere Jirō Horikoshi, già autore dell'A6M "Zero", che stava sviluppando già dall'ottobre 1938 dopo un incontro preliminare avuto con le autorità della marina imperiale. Le priorità assegnate allo "Zero" causarono però lo slittamento del programma.
Horikoshi disegnò un velivolo compatto, un monoposto monoplano ad ala bassa con carrello d'atterraggio retrattile caratterizzato principalmente dall'adozione di un potente e sovradimensionato motore radiale Mitsubishi Kasei racchiuso in un lungo cofano, raffreddato da una ventola di aspirazione e collegato all'elica grazie a un lungo albero di trasmissione. Questo creava un problema di visibilità anteriore, solo in parte risolto durante la produzione in serie con l'introduzione di un cupolino rialzato.
I lavori iniziarono nel 1940, ma l'alta priorità data all'A6M finì per trascinare la data del primo volo al 20 marzo 1942. I piloti, poi, protestarono contro le difficoltà della visione attraverso il parabrezza arrotondato, che pur essendo molto aerodinamico distorceva le immagini, mentre il tempo di salita a 6 000 metri si rivelò di ben 7,8 minuti. Anche la velocità era di una ventina di km/h sotto le aspettative.
Dopo i tre prototipi, che se non altro dimostrarono buone qualità di manovra, venne deciso di riprogettare radicalmente l'aereo, nonostante questo avrebbe fatto perdere molto tempo. Il primo modello di produzione divenne così il J2M2 (i prototipi erano i J2M1), che apparve nell'autunno 1942.

## Tecnica
Il "Raiden" ("tuono e lampo", "fulmine") era un possente e compatto intercettore, con un motore radiale di alta potenza abbinato a una cellula molto aerodinamica. L'ala era in posizione bassa, la fusoliera totalmente metallica, con una struttura molto raccolta attorno al motore, l'abitacolo basso e profilato, senza struttura del tettuccio ("a goccia"), sempre per diminuire la resistenza aerodinamica. Esso offriva al suo pilota, specie nei primi modelli, un campo visivo e uno spazio molto ridotti, anche se in seguito entrambi gli aspetti vennero migliorati.
Il Raiden J2M3 aveva un potente armamento di cannoni di tipo misto, ma i più pesanti Tipo 99 mod. 2 da 20 mm si univano male ai precedenti Tipo 1 a più ridotta velocità iniziale, perché erano dotati di traiettorie balistiche molto differenti e dunque era possibile usarli contemporaneamente solo a distanze ridotte. La dotazione era di 200 colpi per arma. L'introduzione successiva di un armamento di quattro cannoni calibro 20 mm tutti del Tipo 2 rese l'aereo meno prestante, specie nelle missioni contro i B-29.
L'autonomia non era buona a causa del consumo elevato e del poco spazio disponibile per il carburante. Il motore a 14 cilindri era coperto da una struttura estremamente "attillata" per ridurre al massimo la resistenza aerodinamica.

## Impiego operativo
L'aereo venne messo in ombra subito dal più duttile e agile "Zero" anche per il fatto che nella prima fase della guerra aerea il Giappone era in fase offensiva e non aveva bisogno di intercettori a corta autonomia.
Il Raiden ebbe poi dei problemi di non facile soluzione. Uno dei primi si schiantò al suolo dopo il decollo e un altro fece quasi la stessa fine, ma il pilota abbassò il carrello e si salvò. Fu scoperto che il meccanismo del carrello interferiva talvolta con i cavi dei comandi di volo, con effetti disastrosi (ritraendo il carrello, poteva dare all'aereo un assetto picchiante).
Il Raiden, anche nel modello J2M2, era un velivolo ancora non del tutto affidabile; il motore, ora provvisto di scarichi per ogni cilindro (che miglioravano le prestazioni grazie alla spinta dei gas meglio sfruttata) tendeva a emettere troppo fumo, e spesso l'aereo era soggetto a vibrazioni fortissime, che talvolta disintegrarono questi pur robusti intercettori. I rimedi furono sempre insufficienti a risolvere del tutto questi problemi.
Il velivolo entrò in linea nell'ottobre 1943 e il primo impiego bellico avvenne sulle Marianne, nell'estate 1944. Ma il più importante impiego del J2M era la difesa metropolitana, e nei cieli sopra il Giappone esso si batté fino alla fine. I Raiden in verità erano stati già condannati all'oblio dalla decisione dei vertici della Marina giapponese di procedere con altri modelli, quali il Kawanishi N1K e il Mitsubishi A7M, ma i problemi di sviluppo di questi ultimi e soprattutto la comparsa dei B-29 resero immediatamente evidente la necessità di intercettori d'alta quota per assicurare la difesa contro tali avversari.
Il velivolo combatté le Superfortress e si fece valere grazie ai quattro cannoni calibro 20 mm, alla velocità, robustezza e corazzatura protettiva, anche se non si conoscono aneddoti particolari sulle sue gesta.
Quanto alle versioni, i J2M2 erano una delle migliori versioni in termini di prestazioni, ma anche quella con armamento più leggero e con i maggiori problemi di messa a punto. Il J2M3 era una versione migliorata, ma pagava il maggior peso con prestazioni inferiori. Il J3M4 e M5 non entrarono in servizio in maniera apprezzabile per cambiare la situazione.
Così terminò la carriera bellica del "Jack", chiamato in tal modo dopo che un manuale d'istruzione era stato reperito nelle Filippine (prima gli Alleati non ne conoscevano l'esistenza). L'aereo non venne mai impiegato, pare, come kamikaze, un po' per la scarsa autonomia, un po' perché troppo prezioso per i compiti di difesa aerea.

### Il test filippino
Un Raiden divenne tuttavia particolarmente noto perché venne reperito vicino a Manila nel febbraio 1945. Era scampato alla distruzione nascosto tra gli alberi, e venne rimesso in funzione dagli statunitensi alla base di Clark Field.
Il pilota collaudatore riferì che l'aereo possedeva le migliori caratteristiche tra tutti quelli giapponesi che lui aveva testato. I lati negativi erano i freni molto deboli, l'autonomia ridotta e la scarsa affidabilità meccanica.
Quelli positivi erano una distanza di decollo molto ridotta (come intendeva la specifica originale, meno di 300 metri), la velocità di salita molto elevata, la stabilità, le prestazioni e la buona maneggevolezza. I controlli di volo sotto i 500 km/h erano leggeri (al di sopra però divenivano molto pesanti) e le caratteristiche di stallo erano ottime: l'aereo, come il Focke-Wulf Fw 190, non avvisava del suo approssimarsi, ma ne usciva rapidamente e con poca perdita di quota. Non esisteva nessuna tendenza alla perdita di controllo nelle virate strette, e nell'insieme il "Jack" si comportava molto bene in volo.
Un'ottima macchina bellica, valutata nel complesso, solo giunta a maturazione troppo tardi e penalizzata da un rapporto produttivo di 22:1 verso il meno potente Zero.

## Versioni

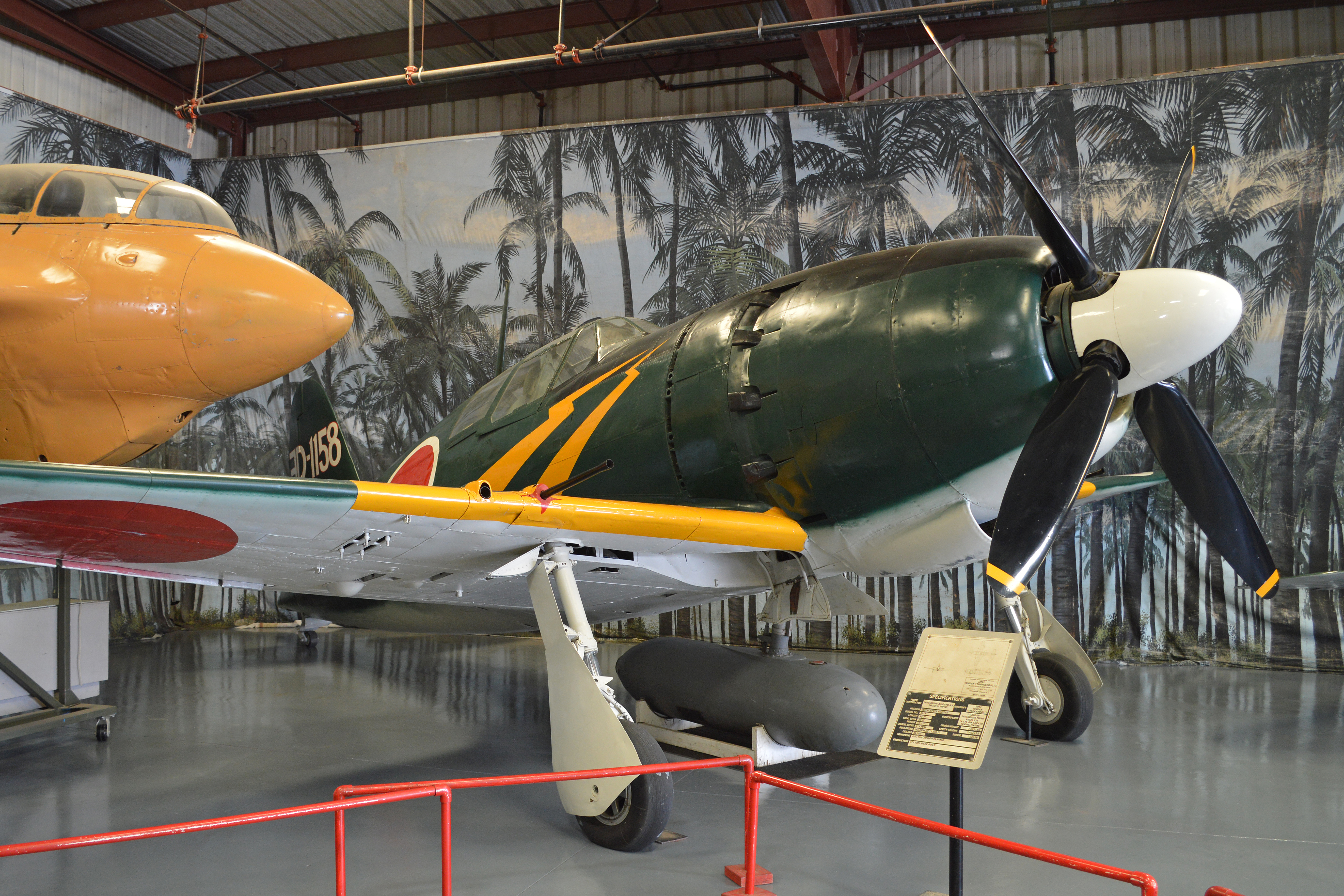
Mitsubishi J2M3

- J2M1: prototipi, tre esemplari in tutto, primo volo il 20 marzo 1942. Essi avevano l'armamento originario (due cannoni Type 99 da 20 mm più due mitragliatrici da 7,7 mm Type 97 ), un'elica tripala e il motore Kaisei 13 da 1 440 cavalli.
- J2M2: primo modello di serie, utilizzava il Kaisei 23a con iniezione di metanolo, capace di una potenza massima di 1 800 cavalli, elica quadripala, riduzione del serbatoi carburante da 650 a 500 litri per compensare l'aumento di peso del motore. Primo volo ottobre 1942, 155 prodotti fino al 1944.
- J2M3: versione migliorata del precedente; si distingueva per avere un armamento di quattro cannoni calibro 20 mm, due di tipo moderno e due, più leggeri, ancora del modello originale. Era la versione maggiormente prodotta, circa 300 macchine, ed entrò in linea di produzione nel tardo 1943. Ci fu anche un sottomodello, il J3M3a, con tutti e quattro i cannoni da 20 mm tipo 99 mod. 2. Però questo appesantiva il velivolo e ne vennero prodotti pochi esemplari. Erano disponibili anche agganci subalari per bombe o sotto la fusoliera per un serbatoio ausiliario.
- J2M4: modello con turbocompressore, capace di mantenere la potenza di 1 500 cavalli circa a 9 000 metri anziché 4 500. Due cannoni inclinati verso l'alto di 70 gradi vennero aggiunti ai quattro alari, ma problemi con il turbocompressore posero fine a questo programma dopo solo tre esemplari completati.
- J2M5: era grossomodo contemporaneo del precedente, e montava il Kaisei 26 con un turbocompressore a tre stadi. L'aereo superava i 600 km/h ed era un ottimo velivolo, con un abitacolo più spazioso per il pilota e altre migliorie. Tuttavia, la mancanza di forniture per il propulsore ne limitò la produzione ad appena 34 macchine.
- J2M6: variante del J2M3 con un abitacolo più spazioso. Un solo esemplare prodotto nel 1944.
- J2M7: variante del J2M3 con il Kaisei 26a, non completata.

### Annotazioni
1. ↑  designazione relativa al quattordicesimo anno del periodo Shōwa corrispondente al 1939.

### Fonti
1. ↑  Pęczkowski 2004, p. 22.
2. ↑  Marcon 2000, p. 37.
3. 1 2  Mitsubishi J2M Raiden in Century of Flight.

### Pubblicazioni
- (EN) Air Enthusiast Magazine, luglio 1971.
- Tullio Marcon, Le denominazioni dei velivoli giapponesi, in Storia Militare, VIII, n. 81, Parma, Albertelli Edizioni Speciali srl, giugno 2000.